# 新ヶ江章友
新ヶ江 章友（しんがえ あきとも、1975年 - ）は、日本の人類学者。専門は医療社会学、医療人類学、ジェンダー、セクシュアリティ。
HIV／AIDSの社会問題化とゲイ・アイデンティティの構築に関する医療人類学的研究を中心に、性的マイノリティの家族形成や社会運動について研究している。

## 経歴
佐賀県生まれ。2006年、筑波大学大学院人文社会科学研究科修了。博士論文「日本における「男性同性愛者」の主体化とその経験: HIV/AIDSとともに生きる時代を背景とした分析」で、博士（学術）を取得。カリフォルニア大学バークレー校人類学部客員研究員、エイズ予防財団リサーチ・レジデント、名古屋市立大学男女共同参画推進センター特任助教を経て、現在、大阪市立大学大学院都市経営研究科/人権問題研究センター教授。

## 研究
著書『日本の「ゲイ」とエイズ』において、日本における「ゲイ」アイデンティティや「ゲイ・コミュニティ」がどのように構築されてきたかについて、言説分析とインタビュー調査を通じて、HIV／AIDSの社会問題化との関連を詳細に分析した。この研究は、日本のゲイ・コミュニティに関する堅実な実証研究として評価されているほか、HIV／AIDS言説の研究を拡張するものとしても評価されている。

## 活動
性的マイノリティに関する講演活動を継続的に行っている。また、同性婚の合憲性を問う集団訴訟（「結婚の自由をすべての人に」訴訟）に際して、裁判所に意見書を提出した。

## 著書

### 単著
- 『日本の「ゲイ」とエイズ: コミュニティ・国家・アイデンティティ』2013年、青弓社、ISBN: 9784787233578
- 『クィア・アクティビズム:はじめて学ぶ〈クィア・スタディーズ〉のために』2022年、花伝社、ISBN: 476342002X

### 編著
- 新ヶ江章友編『学際研究からみた医療・福祉イノベーション経営』2022年、日本評論社、ISBN: 4535587477

### 共編著
- 伊地知紀子・新ヶ江章友編『本当は怖い自民党改憲草案』2017年、法律文化社、ISBN: 4589038595

### 分担執筆
- 「性的欲望・性行動・性的アイデンティティのずれと「孤立」」椎野若菜編『境界を生きるシングルたち（シングルの人類学）』2014年、人文書院、ISBN: 9784409530450
- 「ヘテロノーマティブな家族と選び取る家族」椎野若菜編『シングルのつなぐ縁（シングルの人類学）』2014年、人文書院、ISBN: 9784409530474
- 「HIV感染リスク認知の「ずれ」：日本の研究者とゲイ男性のあいだの事例から」東賢太朗・市野沢潤平・木村周平・飯田卓編『リスクの人類学 不確実な世界を生きる』2014年、世界思想社教学社、ISBN: 4790716295
- 「「ゲイ・コミュニティ」でフィールドワークする」椎野若菜・的場澄人編『女も男もフィールドへ（FENICS 100万人のフィールドワーカーシリーズ12）』2016年、古今書院、ISBN: 4772271333
- 澤野美智子編『医療人類学を学ぶための60冊: 医療を通して「当たり前」を問い直そう』2018年、明石書店、ISBN: 9784750346427
- 国際開発学会編『国際開発学事典』2018年、丸善出版、ISBN: 9784621303405
- 「ダイバーシティ推進とLGBT/SOGIのゆくえ―市場化される社会運動」岩渕功一編『多様性との対話 ダイバーシティ推進が見えなくするもの』2021年、青弓社、ISBN: 4787234838
- 「排除される「人権」/包摂される「ダイバーシティ」―大阪市における「同性パートナーシップ宣誓制度」の制定過程から」日下渉・伊賀司・青山薫・田村慶子編『東南アジアと「LGBT」の政治—性的少数者をめぐって何が争われているか』2021年、明石書店、ISBN: 4750351644
- 「出産・子育てを望むレズビアンによる精子ドナーへのアクセスと関係性の非／構築 ―サブスタンスとしての精子からの分析」松尾瑞穂編『サブスタンスの人類学: 身体・自然・つながりのリアリティ』2023年、ナカニシヤ出版、ISBN: 4779517346
- 「性的マイノリティの挙児と子育て」日本家族社会学会編『家族社会学事典』2023年、丸善出版、ISBN: 4621308343
- 大阪社会運動協会編『大阪社会労働運動史 第一〇巻』2024年、耕文社、ISBN: 4863770871

### 翻訳
- アイファ・オング著、加藤敦典・新ヶ江章友・高原幸子訳、『《アジア》、例外としての新自由主義』2013年、作品社、ISBN: 4861824443

## 出演
- タダイマ！（RKB毎日放送、2022年3月11日）
- 93歳のゲイ～厳しい時代を生き抜いて～（MBS毎日放送  MBSドキュメンタリー 映像’22、2022年6月26日）